# Frans Vera
Frans Vera (nacido Franciscus Wilhelmus Maria Vera; Ámsterdam, 4 de junio de 1949) es un biólogo y conservacionista neerlandés. Ha desempeñado un papel clave en el diseño de la actual estrategia ecológica de los Países Bajos. Ha planteado la hipótesis de que los bosques primitivos de Europa occidental a finales del Pleistoceno no consistían sólo en condiciones de bosque alto de "dosel cerrado", sino que también incluían pastos combinados con bosques, una hipótesis abordada de diversas formas como la hipótesis de Vera o la hipótesis de la madera, ver hipótesis de los pastos boscosos.

## Publicaciones
Las obras escritas por Vera incluyen:
- Vera, F. W. M. (1979). «Het Oostvaardersplassengebied; uniek oecologisch experiment (The Oostvaardersplassen area: a unique ecological experiment)». Natuur en Milieu (Nature and Environment) (en neerlandés) 3: 3-12.
- Vera, F. W. M. (1980). De Oostvaardersplassen : de mogelijkheden tot behoud en verdere ontwikkeling van de levensgemeenschap (The Oostvaardersplassen. The possibilities for preservation and further development of the ecological community) (en neerlandés). 1980-1. Staatsbosbeheer. p. 63. OCLC 905679450.
- Vera, F. W. M.; Hendriks, J. L. J. (1981). De ontwikkeling van het Markiezaatsmeer als natuurgebied: een beheersvisie (The development of the Markiezaatsmeer as a nature reserve: a management vision) (en neerlandés) 1981. Staatsbosbeheer. OCLC 64271299.
- Vera, F. W. M.; Hancock, J.; Wolff, W. J.; Braakhekke, W. G. (1985). Waterland : waterrijke natuurgebieden in de wereld (Waterland: wetlands in the world) (en neerlandés). Weert: M&P. OCLC 64199752.
- de Bruin, Dick; Hamhuis, Dick; van Nieuwenhuijze, Lodewijk; Overmars, Willem; Sijmons, Dirk; Vera, Frans (1987). Plan Ooievaar: De toekomst van het rivierengebied (Stork Plan: The future of the river area) (en neerlandés). Arnhem: Stichting Gelderse milieufederatie.
- Vera, F. W. M. (1988). De Oostvaardersplassen. Van spontane natuuruit-barsting tot gerichte natuurontwikkeling (The Oostvaardersplassen: from spontaneous natural eruption to targeted nature development) (en neerlandés). Haarlem: IVN/Grasduinen-Oberon. ISBN 90-320-70010. According to Voous (1995, p. 514) “a masterpiece of thorough observation and courageous management vision”.
- Baerselman, Fred; Vera, Frans (1995). Nature Development. An exploratory study for the construction of ecological networks. The Hague: Ministry of Agriculture, Nature management and Fisheries. OCLC 1016789829.
- Vera, F.W.M. (1997). Metaforen voor de wildernis: eik, hazelaar, rund en paard (Metaphors for the wilderness: oak, hazel, cattle and horse) (en neerlandés). Wageningen: Wageningen University and Research (dissertation). OCLC 1016608759. (adapted English version: Vera, 2000)
- Vera, F.W.M. (2000). Grazing ecology and forest history. Wallingford etc.: CABI publishing. ISBN 978-0851994420. OCLC 468711118. (adapted English version of Vera, 1997)
- Vera, Frans W. M. (2002). «The Dynamic European Forest.». Arboricultural Journal (AB Academic Publishers) 26 (3): 179-211. S2CID 129801882. doi:10.1080/03071375.2002.9747335.
- Vera, Frans W. M.; Bakker, Elisabeth S.; Wolff, Hans (2006). «Large herbivores: missing partners of western European light-demanding tree and shrub species?».  En Danell, Kjell; Duncan, Patrick; Bergström, Roger et al., eds. Large Herbivore Ecology, Ecosystem Dynamics and Conservation. Cambridge: Cambridge University Press. pp. 203-231. ISBN 9780511617461.
- Vera, Frans; Buissink, Frans; Weidema, Jaap (2007). Wilderness in Europe. What really goes on between the trees and the beasts. Baarn: Tirion Natuur. ISBN 9789052106885.
- Vera, Frans W. M. (2009). «Large-scale nature development - the Oostvaardersplassen.». British Wildlife 29: 29-36.
- Vera, Frans (2010). «The Shifting Baseline Syndrome in Restoration Ecology».  En Hall, Marcus, ed. Restoration and History - The Search for a Usable Environmental Past. Routledge Studies in Modern History. pp. 98-110.
- Vera, F. W. M. (2013). «Can't See the Trees for the Forest».  En Rotherham, Ian D., ed. Trees, Forested Landscapes and Grazing Animals - A European Perspective on Woodlands and Grazed Treescapes. Routledge. pp. 99-126.